# Дерев'яний
Дерев'яний (рос. Деревянный) — острів архіпелагу Земля Франца-Йосифа, Приморський район Архангельської області Росії.
Найвища точка — 45 метрів. Являє собою невеликий витягнутий з північного сходу на південний захід скельний масив.
Розташований біля узбережжя більшого острова Земля Вільчека. Поруч знаходиться невеликий трохи менший Дерев'яного острів — Дауес .